# Judaísmo nazareno
Judaísmo Nazareno (hebraico: יהדות נצרי, romaniz.: Yahadut Netsari) é uma religião unicista e restauracionista baseada nas Escrituras Hebraicas e no Novo Testamento que busca trazer de volta a fé dos antigos fiéis da seita dos nazarenos. Os judeus nazarenos praticam os mandamentos da Torá e creem que Jesus de Nazaré é o Messias prometido à humanidade, o Filho de Deus e a própria Torá encarnada. A religião busca restaurar a fé primordial dos seguidores judeus de Cristo.
Os judeus nazarenos consideram-se portadores da fé dos antigos nazarenos, judeus que criam na messianidade de Jesus e continuavam a praticar as ordenanças da Lei. Portanto não se autodenominam cristãos nem buscam ter alguma relação com o Cristianismo, o qual consideram ser uma apostasia da fé dos apóstolos e uma deturpação helenizada da fé verdadeira.

## Crenças

### Unicismo e antitrinitarismo
Recorrendo ao Shemá Israel para defender suas teses, o judaísmo nazareno não crê na existência de três hipóstases distintas em Deus e não enxerga o dogma da Trindade como uma crença monoteísta. Em vez disso adota uma doutrina unicista e acredita que Deus é uma única hipóstase que pode se manifestar de formas plurais. O Pai, o Filho e o Espírito Santo são considerados, portanto, no judaísmo nazareno, como três diferentes manifestações do único Deus. Na teologia judaico-nazarena essas manifestações são chamadas de "k'numeh" (plural de "k'numah"), palavra aramaica polissêmica que pode significar substância, manifestação, natureza, essência, etc. Os nazarenos se apoiam nas Escrituras e na tradição mística judaica para explicar as três manifestações de Deus. Na cabalá se apoiam mais especialmente no Zohar, obra magna do misticismo judaico, de onde extraem a palavra aramaica "gaun", sinônimo de "k'numah".

### Cumprimento da Torá
O movimento religioso não acredita na revogação da Lei, crendo que a Torá é antecedente a tudo que foi feito no universo e que é a instrução perfeita que Deus enviou aos homens e que nunca será abolida, mesmo que os céus ou a terra passem. Os nazarenos creem que Jesus é a própria Torá encarnada e que a fé genuína em Cristo gera a vontade de cumprir os mandamentos ordenados no Pentateuco no indivíduo salvo.

### Escrituras Sagradas
O judaísmo nazareno reconhece como Escritura Sagrada da antiga aliança o Tanaque, os Deuterocanônicos e alguns livros apócrifos. Os livros da nova aliança incluem todo o Novo Testamento, que também é chamado de "Brit Chadashá" (Nova Aliança) ou "Ketuvim Netzarim" (Escritos Nazarenos). Os judeus nazarenos defendem que o Novo Testamento, como escritura sagrada, não foi escrito em grego, visto que não era a língua nativa da maioria dos judeus no primeiro século, mas em aramaico, língua predominante em todo o Levante até as conquistas islâmicas. Assim como o hebraico, o aramaico também é considerado uma língua sagrada pelo judaísmo como um todo, pelo fato de que a maioria dos textos literários do judaísmo na história foram escritos em aramaico, além de haver partes da Bíblia Hebraica escritas nesta língua. Por esse motivo, e somado ao fato de haver muitas variantes textuais entre os manuscritos gregos usados como base para a maioria das traduções do Novo Testamento, muitas sinagogas nazarenas adotam o uso e leitura do NT da Peshitta, a versão da bíblia em aramaico siríaco usada pelas igrejas orientais de tradição siríaca, a qual é considerada a versão original do Novo Testamento no judaísmo nazareno. Os manuscritos em hebraico de Shem Tob e de Du Tillet, ambos do Evangelho de Mateus, também são estudados pelos nazarenos.

## Organizações

### Union of Nazarene Jewish Synagogues
A UNJS é uma organização que tem como objetivo promover e apoiar a restauração do Judaísmo Nazareno em todo o mundo. Fundada com a missão de fortalecer a unidade entre as congregações e líderes Nazarenos, a UNJS busca incentivar o crescimento espiritual e o bem-estar geral das comunidades Nazarenas. Além disso, a organização oferece suporte na criação e desenvolvimento de novas sinagogas, bem como na formação e capacitação de líderes através de conferências e seminários de liderança regulares. Por meio de recursos educacionais e materiais disponibilizados, a UNJS visa enriquecer o conhecimento e a prática do Judaísmo Nazareno entre as comunidades e seus líderes. A organização também se dedica a apoiar causas relacionadas ao povo judeu em todo o mundo, com um foco especial em Israel. A adesão à UNJS é aberta a Sinagogas Judaicas Nazarenas que atendam aos critérios e padrões estabelecidos pela organização, com diferentes níveis de associação para congregações de tamanhos variados. Através de reuniões anuais e outras atividades, a UNJS busca fortalecer os laços entre as comunidades Nazarenas e fomentar a discussão de questões relevantes para o Judaísmo Nazareno.

### Worldwide Nazarene Assembly of Elohim
Organização internacional que reúne nazarenos ao redor de todo o mundo.

### International Nazarene Beit Din
O International Nazarene Beit Din, também conhecido como INBD, é um órgão criado em 1996 liderado pelos zakenim da congregação, que segue os princípios da Torá. Seu objetivo principal é resolver questões haláquicas e outras questões designadas ao Beit Din. O sistema beit din é tanto o caminho bíblico quanto o caminho judaico para o Judaísmo Nazareno estabelecer halacá e governar a si mesmo. Segundo o rabino James Trimm o INDB se baseia na tradição do beit din nazareno antigo, liderado por Tiago, o Justo, mencionado em Atos 15. Muitos nazarenos e assembleias nazarenas em todo o mundo aceitam suas decisões, que incluem todas as assembleias da UNJS. O INBD publica decisões e atividades que são pertinentes à sua comunidade e continua a expandir e se ajustar para atender às necessidades dos nazarenos em todo o mundo.  O objetivo do INBD é reestabelecer a halacá do primeiro século do Judaísmo Nazareno. Ele colabora com outras organizações e pessoas que se dedicam à fé em Yeshua e à leitura da Torá para atingir esse objetivo.